# Mariette (Vorname)
Mariette ist ein weiblicher Vorname.

## Herkunft und Bedeutung
Der Name ist eine französische Verkleinerungsform von Marie.
Andere Varianten von Marie sind unter anderen Manon, Marianne, Marielle, Marion und Marise.

## Bekannte Namensträgerinnen
- Mariette Désert (* 20. Jahrhundert), französische Drehbuchautorin
- Mariette Hansson (* 1983), schwedische Sängerin
- Mariette Hartley (* 1940), US-amerikanische Schauspielerin
- Mariette Lydis (1887–1970), österreichisch-argentinische Malerin und Illustratorin
- Mariette Mazarin (1874–1953), belgische Opernsängerin (Sopran)
- Mariette Navarro (* 1980), französische Schriftstellerin
- Mariette Rissenbeek (* 1956), niederländische Filmproduzentin und Marketingmanagerin in der Filmbranche; seit 2020  Geschäftsführerin der Berlinale